# Le Petit Criminel
Le Petit Criminel är en fransk dramafilm från 1990 i regi av Jacques Doillon.

## Utmärkelser
Filmen vann Louis Delluc-priset 1990.

## Rollista i urval
- Richard Anconina - Gérard, polisen
- Gérald Thomassin - Marc, pojken
- Clotilde Courau - Nathalie, systern
- Jocelyne Perhirin - modern
- Daniel Villanova - rektorn